# Andrew Byrnes
Andrew Byrnes, född den 22 maj 1983 i Toronto i Kanada, är en kanadensisk roddare.
Han tog OS-silver i åtta med styrman i samband med de olympiska roddtävlingarna 2012 i London.